# Helge Lang
Helge Lang (* 17. November 1952 in Magdeburg; † 3. August 2015) war ein deutscher Schauspieler.

## Leben
Helge Lang wurde mit seinem Zwillingsbruder Uwe in eine Theaterfamilie hineingeboren, seine Eltern waren das Schauspielerpaar Ursula Schleicher und Walter Lang. 20-jährig nahm Lang ein Studium an der Staatlichen Schauspielschule Berlin auf. 1976 kam er an das Meininger Theater, dem er bis 2009 angehörte.
In den mehr als 30 Jahren seiner Zugehörigkeit zum Meininger Theater war Lang in etwa 140 Rollen zu sehen, darunter als Puck in William Shakespeares Sommernachtstraum, als Großmutter in Ödön von Horváths Geschichten aus dem Wienerwald oder als Lucky in Warten auf Godot von Samuel Beckett. Lang spielte ferner den Gerichtsdiener Frosch in der Johann-Strauss-Operette Die Fledermaus, den Bauern Veit Tümpel in Heinrich von Kleists Lustspiel Der zerbrochne Krug oder Trauerweiden-Walter in der Dreigroschenoper von Bertolt Brecht und Kurt Weill. Seine letzte Rolle war 2009 die des Philemon in Goethes Faust II.
Helge Lang, der in seiner künstlerischen Laufbahn nur selten vor der Kamera gestanden hatte, starb nach langer, schwerer Krankheit 62-jährig im August 2015.

## Filmografie
- 1980: Archiv des Todes – Spuk im Höllental
- 1981: Jockei Monika – Jeder Tag soll Mittwoch sein
- 2004: Nachbarinnen